# Зарафшан (Навої)
Футбольний Клуб «Зарафшан» (Навої) або просто «Зарафшан» (узб. «Zarafshon» (Navoiy) futbol klubi) — професіональний узбецький футбольний клуб з міста Навої, в Навоїйській області.

## Колишні назви
- 1962—1972 — «Зарафшан»
- 1973—1974 — «Согдіана»
- з 1975 року — «Зарафшан»

## Історія
Футбольна команда Зарафшан була заснована в 1965 році в місті Навої.
У 1965 році група дебютувала в класі В, зона 5 чемпіонату СРСР. У 1968 році клуб вийшов до другої групи, підгрупи 2. У 1970 році в результаті реорганізації ліг СРСР був знижений до класу В, центрально-азійської зони Другої нижчої ліги Чемпіонату СРСР. Потім протягом наступних 20 сезонів грав у Другій лізі. У 1991 році він боровся у Другій нижчій лізі Чемпіонату СРСР.
У 1997 році клуб дебютував у Вищій лізі Узбекистану. У 2002 році він закінчив чемпіонат на передостанньому 15-му місці і вилетів до Першої ліги.

## Досягнення
- Друга група Чемпіонату СРСР, підгрупа 4:
  - 11-те місце: 1968

- Кубок СРСР
  - 1/64 фіналу: 1987

- Чемпіонат Узбекистану
  - 9-те місце: 1997

- Кубок Узбекистану:
  - 1/4 фіналу: 2002

## Відомі гравці
- Сергій Агаметов (більш ніж 270 матчів за клуб).
- Юрій Шейкін.
- В'ячеслав Купченко